# Horst Friedrich (Philosoph, 1935)
Horst Axel Max Friedrich (* 24. Mai 1935 in Trebnitz) ist ein deutscher Philosoph.

## Leben
Friedrich wurde als Sohn eines Volkswirts und einer Hausfrau geboren. 1953 schloss er die Gerhart-Hauptmann-Oberschule in Zwickau mit dem Abitur ab. Anschließend begann er ein Studium am Institut für Philosophie der Karl-Marx-Universität Leipzig, das er 1957 mit Staatsexamen zum Dipl.-Phil. abschloss. 1961 promovierte er an der Philosophischen Fakultät in Leipzig bei Klaus Zweiling und Rudolf Arzinger Über den Klasseninhalt der nationalen Frage in Deutschland zum Dr. phil. Nach der Habilitation zum Dr. phil. habil. im Jahr 1969 bei Frank Fiedler, Helmut Seidel und Horst Richter, ebenfalls an der Philosophischen Fakultät der KMU Leipzig, war er von 1974 bis 1982 Professor für Dialektischen und Historischen Materialismus am Franz-Mehring-Institut. Anschließend war er von 1982 bis 1990 Professor für Dialektischen und Historischen Materialismus an der Friedrich-Schiller-Universität Jena, wo er von 1987 bis 1990 auch als Prorektor für Gesellschaftswissenschaften tätig war. Friedrich wurde im Zuge der Wende 1990 vorzeitig emeritiert.

## Schriften (Auswahl)
- Über den Klasseninhalt der nationalen Frage in Deutschland. Leipzig 1961, OCLC 73980482.
- Karl Marx’ Begriff des ökonomischen Gesetzes. Leipzig 1969, OCLC 843977436.
- mit Rainer Tschersig: Planspiel gesamtwirtschaftliche Stabilität und Gruppeninteressen: konzertierte Aktion (= Didaktische Reihe Ökonomie). Bachem, Köln 1979, ISBN 3-7616-0514-5.
- Die Produktionsverhältnisse (= Grundfragen der marxistisch-leninistischen Philosophie). Dietz, Berlin 1981, DNB 810674459.
- Hegels „Wissenschaft der Logik“: ein marxistischer Kommentar. 3 Bände. Dietz, Berlin 2000–2010:
  - [Teil 1] (= Rosa-Luxemburg-Stiftung: Schriften. Band 6). 2000, ISBN 3-320-02016-1.
  - [Teil 2] (= Rosa-Luxemburg-Stiftung: Schriften. Band 11). 2006, ISBN 3-320-02078-1.
  - [Teil 3] (= Rosa-Luxemburg-Stiftung: Schriften. Band 17). 2010, ISBN 978-3-320-02222-8.

## Auszeichnungen
- Lessing-Medaille (1953)
- Ehrennadel der Karl-Marx-Universität Leipzig (1963)
- Medaille für ausgezeichnete Leistungen (1963, 1965, 1967)
- Orden Banner der Arbeit (Stufe I) im Kollektiv (1976)
- Ehrennadel der Gesellschaft für Deutsch-Sowjetische Freundschaft in Gold (1978)